# Strnadec guadalupský
Strnadec guadalupský (Junco insularis) je druh ptáka z čeledi Passerellidae, který se endemicky vyskytuje na ostrově Guadalupe při pobřeží Mexika na pacifické straně. Žije zde na území o rozloze asi 60 km2 v nadmořské výšce mezi 2 600 až 3 000 metry. Mezi lety 2008 až 2016 byl mnohými taxonomickými institucemi považován za poddruh strnadce zimního (Junco hyemalis), tehdy však došlo k opětovnému povýšení na samostatný druh.

## Popis a chování
Strnadec guadalupský má matně šedivou hlavou se šedým zobákem, horní část těla je hnědá. Křídla s ocasem mají zbarvení načernalé, s výjimkou bílých okrajů ocasu. Spodní část těla je bílá, pod křídly částečně rubínová. Ozývá se ostrým „sik”.
Na ostrově Guadalupe pták obývá hlavně cypřišové háje náležící k druhu Cupressus guadalupensis, několik ptáků potom žije ve zbývajících borovicových porostech. Na začátku 20. století využíval na ostrově téměř všechna životní prostředí a za krmením se pohyboval po celém ostrově. Z celého počtu ptáků nicméně od té doby zbyla jen hrstka. Druh je nicméně přizpůsobivý, což dokazuje skutečnost, že se několik jedinců usadilo při pobřeží v nepůvodních plantážích tabáku sivého (Nicotiana glauca), protože je jeho hustý porost chrání před útoky koček.
Rozmnožování probíhá mezi únorem a červnem. Samice naklade do hnízda, které je tvořeno suchou trávou a umístěno do prohlubně v zemi nebo na spodních větvích stromů, tři až čtyři vejce. Jsou světle nazelenalá, s červenohnědými skvrnami. Při dostatku potravy se mohou ptáci rozmnožovat i dvakrát do roka.

## Ohrožení
Strnadec guadalupský býval hojným druhem, populace ale silně poklesly. Hlavním důvodem jeho ohrožení se stala introdukce koz v devatenáctém století. Kozy měly sloužit jako zdroj masa pro rybáře, ale výrazně se podepsaly na stavu původní vegetace. Během 70. let 19. století se namnožily natolik, že na jeden hektar připadaly čtyři kozy. Na ostrově se také rozšířily toulavé kočky, které lovily zdejší endemitní zvířata.
Ke konci 19. století byl tento druh stále hojný, ale jeho populace klesala. A. W. Anthony při shrnutí svých několika cest na ostrov v roce 1901 poznamenal, že se druh stává stále vzácnějším, a jako hlavní viníky označil kozy a kočky. W. W. Brown Jr., H. W. Marsdena a Ignacia Orosa se na Guadalupe vydali během května a června v roce 1906 a ulovili zde mnoho exemplářů strnadce guadalupského pro Thayerovo muzeum (John Thayer byl americký amatérský ornitolog). Podle nich byl strnadec stále na ostrově hojný, ale přestože na něm žily kočky, stále se choval krotce a důvěřivě, byl tedy snadnou kořistí.
V průběhu 20. století začalo docházet k eradikaci koz, přičemž kozy byly do roku 2006 prakticky vyhubeny, čímž se začala obnovovat původní vegetace. Ostrov začal být chráněn jako biosfériská rezervace. Pokud budou z Guadalupe odstraněny také kočky, pták zde vzhledem k tomu, že se biotop regeneruje, může opět nalézt chovná a krmná stanoviště. Jeho budoucnost vypadá lépe než během 20. století, stále však čelí riziku vyhynutí například nějakou mimořádnou událostí, jako je silná bouře či epidemie nějaké nemoci. Mezinárodní svaz ochrany přírody považuje populaci strnadce guadalupského za stoupající, ještě v roce 1995 činila pouhých 50 až 100 ptáků, k roku 2016 na ostrově přežívalo méně než 250 jedinců. Od roku 1994 jej tato organizace hodnotí jako kriticky ohrožený taxon, v roce 2008 byl ze seznamu vyškrtnut (Not Recognized) a opětovně zařazen roku 2016 jako ohrožený.